# TA24
TA24 (Tomb of Amarna 24) è la sigla che identifica una delle Tombe dei nobili ubicate nell'area dell'antica Akhetaton, oggi nota come Amarna, capitale voluta e costruita dal faraone Amenhotep IV/Akhenaton della XVIII dinastia. La città venne abbandonata circa 30 anni dopo la sua fondazione; le tombe vennero abbandonate e in parte riutilizzate in epoca moderna come romitaggi di monaci copti. L'abbandono millenario e i danni causati dalla presenza umana hanno spesso reso irriconoscibili le strutture originarie e danneggiato pesantemente, quando non reso illeggibili, scene pittoriche e rilievi parietali.

## Titolare
TA24 era la tomba di:
| Titolare       | Titolo | Necropoli | Dinastia/Periodo | Note             |
| -------------- | --- | --------- | ---------------- | ---------------- |
| Pa-Aten-em-hab | Scriba Reale; Sovrintendente e Amministratore dei lavori in Akhetaton; Generale del Signore delle Due Terre | Amarna    | XVIII dinastia   | area meridionale |

## Biografia
Nessuna notizia biografica è ricavabile dalla tomba amarniana

## La tomba
TA24 è, sostanzialmente, l'inizio dello scavo di una tomba solo abbozzata, e non scavata, cui si accede per il tramite di una scala anche in questo caso non ultimata. Attualmente priva di qualsiasi decorazione, è noto tuttavia che, all'atto del suo rilevamento a cura di Urbain Bouriant (circostanza confermata da N. de Garis Davies), la facciata presentava sugli stipiti della porta di accesso il nome e i titoli del defunto scritti in inchiostro.

### Fonti
1. ↑  Reeves 2001, p. 137.
2. 1 2  Porter e Moss 1968, Vol. IV, pp. 228.
3. ↑  Davies 1903, Parte V, tav. XIII.